# Lijst van voetbalinterlands Botswana - Marokko (vrouwen)
Deze lijst van voetbalinterlands is een overzicht van alle officiële voetbalinterlands tussen de nationale vrouwenteams van Botswana en Marokko. De landen hebben tot nu toe twee keer tegen elkaar gespeeld. 

## Wedstrijden
| № | Plaats  | Datum            | Competitie        | Wedstrijd          | Uitslag |
| - | ------- | ---------------- | ----------------- | ------------------ | ------- |
| 1 | Rabat   | 13 juli 2022     | Afrika Cup 2022   | Marokko − Botswana | 2 − 1   |
| 2 | Tétouan | 28 november 2024 | Vriendschappelijk | Marokko − Botswana | 3 − 1   |

## Samenvatting
| Competitie        | Totaal gespeeld | Winst Botswana | Gelijk | Winst Marokko | Doelsaldo Botswana – Marokko |
| ----------------- | --------------- | -------------- | ------ | ------------- | ---------------------------- |
| Afrika Cup        | 1               | 0              | 0      | 1             | 1 − 2                        |
| Vriendschappelijk | 1               | 0              | 0      | 1             | 1 − 3                        |
| Totaal            | 2               | 0              | 0      | 2             | 2 − 5                        |